# Liste der Monuments historiques in Rancourt (Vosges)
Die Liste der Monuments historiques in Rancourt führt die Monuments historiques in der französischen Gemeinde Rancourt auf.

## Liste der Objekte
| Bezeichnung               | Beschreibung           | Standort                               | Kennzeichnung | Schutzstatus | Datum | Bild |
| ------------------------- | ---------------------- | -------------------------------------- | ------------- | ------------ | ----- | ---- |
| Skulptur Madonna mit Kind | Stein, 15. Jahrhundert | außen an der Kirche Ste-Libaire (Lage) | PM88000722    | Classé       | 1947  |      |